# Chełmża
Chełmża ([ˈxɛwmʒa], deutsch bis 1940 Culmsee, 19. Jahrhundert und 1940–1945 Kulmsee) ist eine Stadt in der polnischen Woiwodschaft Kujawien-Pommern.

## Geographische Lage
Die Kleinstadt liegt in der historischen Landschaft Kulmerland, östlich der Weichsel an einem kleinen See, etwa vierzig Kilometer östlich von Bydgoszcz (Bromberg) und zwanzig Kilometer nördlich von Toruń (Thorn).
Der Kulmsee (polnisch Jezioro Chełmżyńskie) hat eine Fläche von 2,7 km².
|  |

## Geschichte

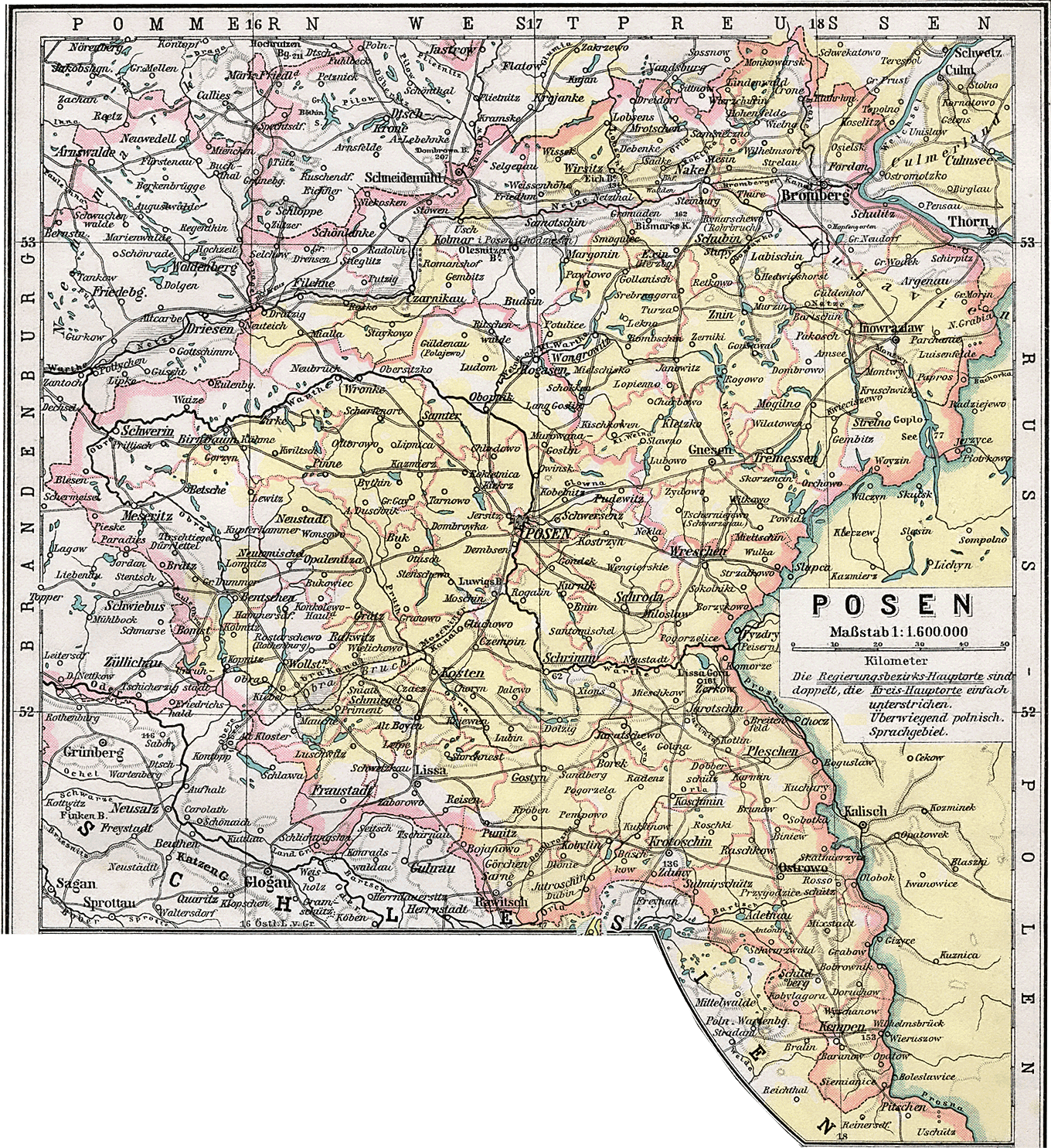
Culmsee östlich der Stadt Bromberg und nördlich der Stadt Thorn auf einer Landkarte der Provinz Posen von 1905 (gelb markierte Flächen kennzeichnen Gebiete mit seinerzeit mehrheitlich polnischsprachiger Bevölkerung).

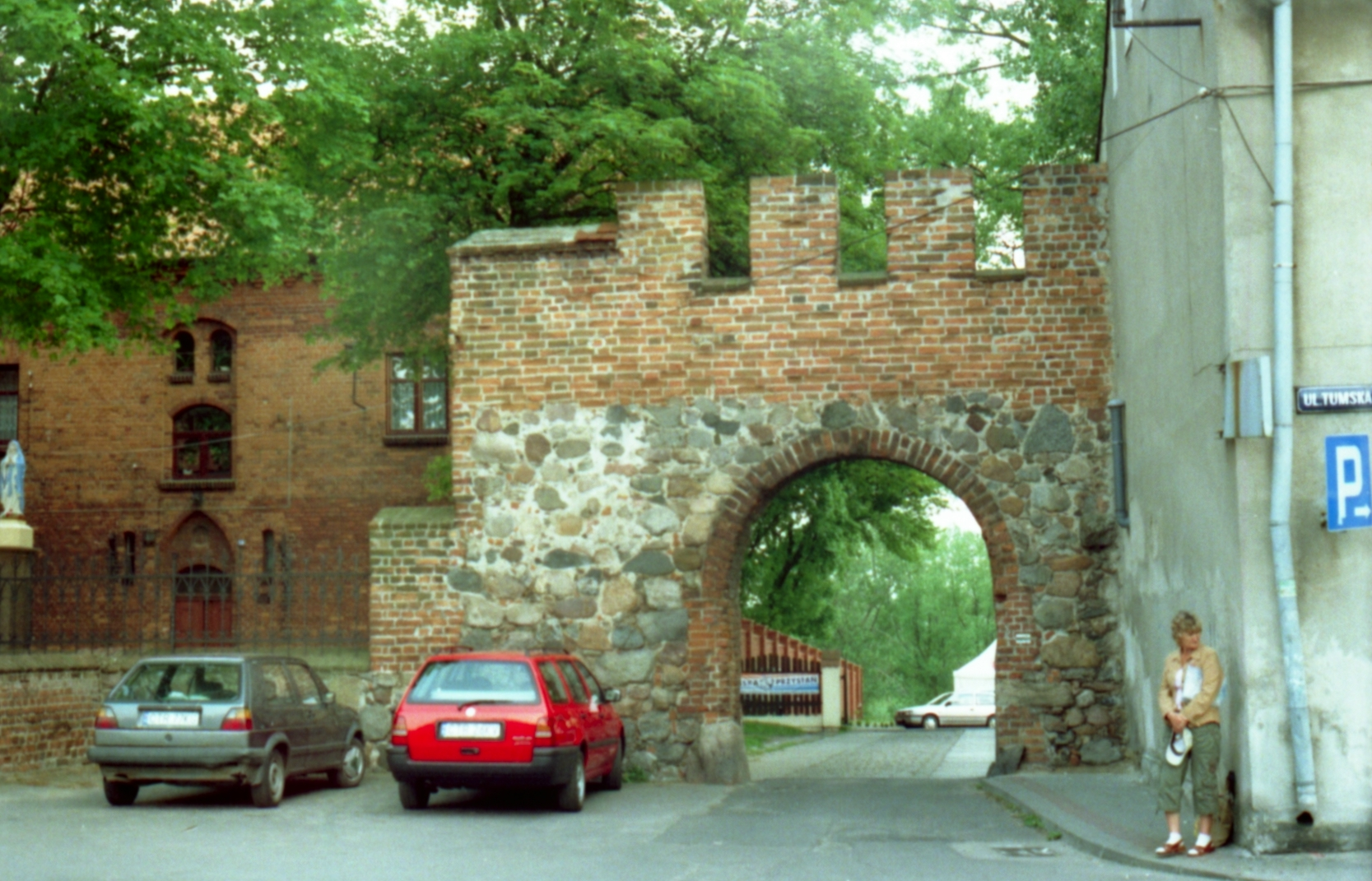
Stadttor aus dem 14. Jahrhundert

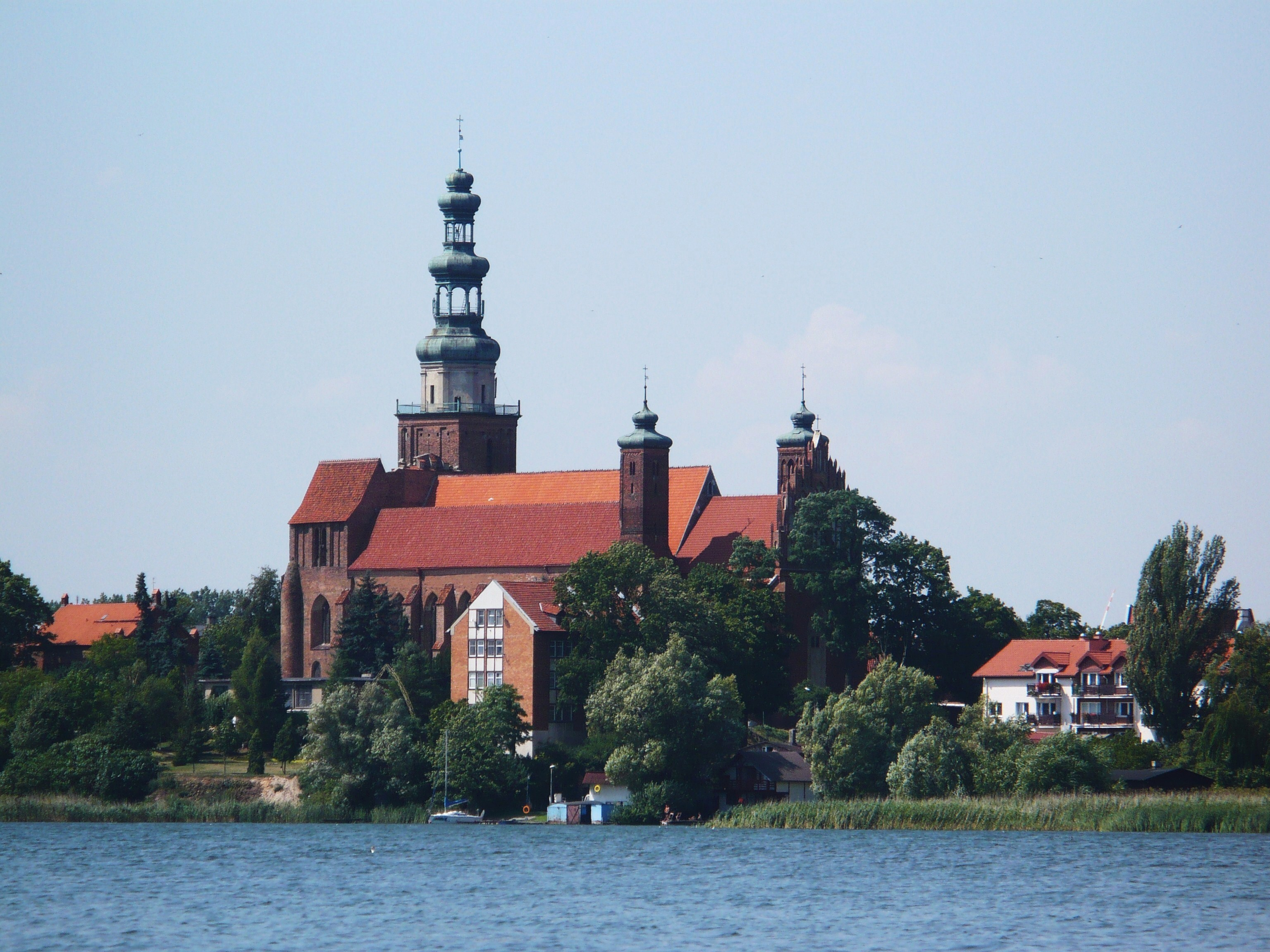
Katholische Basilika von Kulmsee (1251 erbaut, 1422 erneuert)

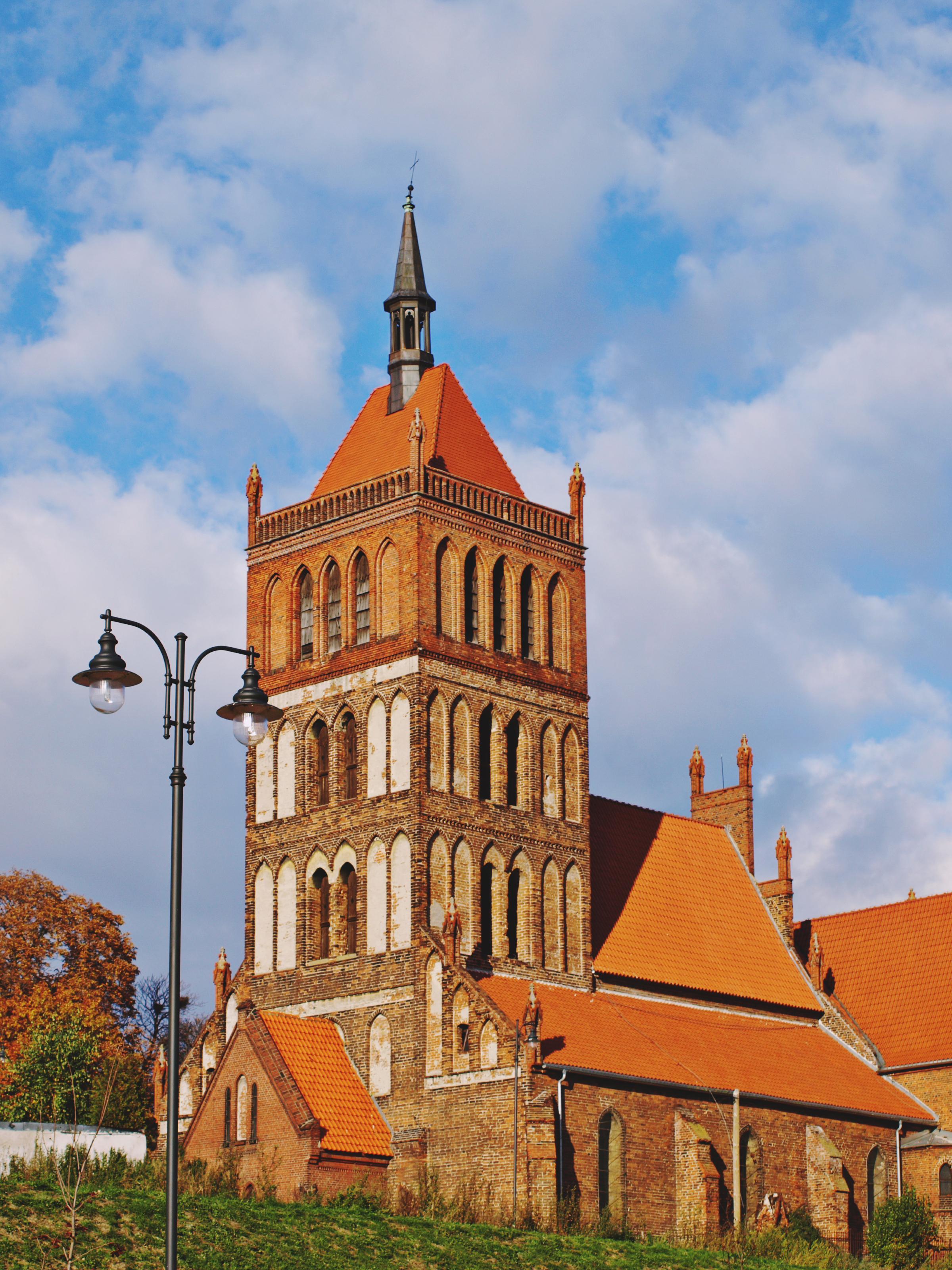
St.-Nikolaus-Kirche, bis 1945 evangelische Stadtkirche

### Mittelalter
Der Culmsee wurde 1251 zum Namensgeber der Stadt. Ältere Ortsbezeichnungen sind Loza (1222), Culmense, Culmensehe und Culmsehe (1251), Colmensehe (1299), Colminsê und Colmensê, Colmesey, Colmenzee, Kolmense (1438), Culmenze (1531), polnisch Chelmza, deutsch Kolmentz und früher Antiqua Łozia.
Im 13. Jahrhundert bestand in der Gegend der heutigen Stadt eine erste Befestigungsanlage. 1222, zur Zeit von Bischof Christian von Preußen, wurde Kulmsee erstmals erwähnt, der Name des Ortes war zu der Zeit Loza. Seit 1243 im Besitz der Bischöfe von Kulm, erhielt der Ort Culmsehe 1251 das Stadtrecht von Heidenreich, Bischof von Kulm und wurde Sitz eines eigenen Bistums. Am 22. Juli 1251 gründete Bischof Heidenreich die Kirche der Heiligen Dreifaltigkeit (Kathedrale), welche bis 1400 erbaut wurde (Siehe auch: Franziskanerkloster Kulmsee). Die Mystikerin Jutta von Sangerhausen begründete 1256 das St.-Georgs-Hospital. Ein Stadtbrand zerstörte Kulmsee 1286 völlig.

### Neuzeit
1625 gründeten die Franziskaner (OFM) ein Kloster. Im 18. Jahrhundert lebte die Stadt Kulmsee vom Ackerbau und der Brauerei.
Durch die Erste polnische Teilung kam Kulmsee 1772 an Preußen. Die Bedeutung der Stadt stieg im Jahre 1781 mit der Verlegung des Sitzes der Kulmer Bischöfe von Löbau nach Kulmsee. Nachdem 1824 Pelplin zum Bischofssitz geworden war, verlor Kulmsee an Bedeutung.
Als 1881 eine Zuckerfabrik errichtet wurde, prägte diese bald das Leben in der Stadt. 1904 brannte die Fabrik ab und wurde zur größten europäischen Zuckerfabrik wieder aufgebaut. 1882 erhielt die Stadt einen Anschluss an die Eisenbahn. Die Einwohnerzahl wuchs rapide, eine neue Vorstadt, das Fabrikviertel entstand. Aus dem Ackerbürgerstädtchen Kulmsee war eine Stadt geworden, in der die Fabrikarbeiterschaft die Mehrheit der Bevölkerung stellte. Am Anfang des 20. Jahrhunderts hatte Kulmsee eine schöne katholische Domkirche (1251 erbaut, 1422 erneuert, nachdem sie von den Litauern eingeäschert worden war), eine evangelische Kirche, eine Synagoge und ein Amtsgericht. Die Einwohner waren überwiegend katholisch und sprachen zu über 50 Prozent polnisch.
Bis 1919 gehörte die Stadt zum Landkreis Thorn im Regierungsbezirk Marienwerder der Provinz Westpreußen.
Nach dem Ersten Weltkrieg musste Deutschland Kulmsee aufgrund der Bestimmungen des Versailler Vertrags 1920 zum Zweck der Einrichtung des Polnischen Korridors an die Zweite Polnische Republik abtreten. Durch Optionen für Deutschland und staatliche Maßnahmen kam es zu einem erheblichen Rückgang des deutschen Einwohneranteils. Im Jahr 1934 kündigte die polnische Staatsregierung den in Versailles am 28. Juni 1919 abgeschlossenen Minderheitenschutzvertrag zwischen den Alliierten und Assoziierten Hauptmächten und Polen einseitig auf. Mit dem Überfall auf Polen wurde 1939 das Territorium des Polnischen Korridors vom Deutschen Reich völkerrechtswidrig annektiert. Kulmsee gehörte nun bis 1945 dem Kreis Thorn des Regierungsbezirks Bromberg im Reichsgau Danzig-Westpreußen an.
Gegen Ende des Zweiten Weltkriegs eroberte im Februar 1945 die Rote Armee die von der deutschen Minderheit fluchtartig verlassene Region, die nun wieder an Polen kam.

### Demographie
| Jahr | Einwohner | Anmerkungen |
| ---- | --------- | --- |
| 1773 | 0 359     | in 52 Wohngebäuden |
| 1802 | 0741      | [ 8 ] |
| 1816 | 0 820     | davon 274 Evangelische, 490 Katholiken und 56 Juden |
| 1821 | 0862      | [ 8 ] |
| 1831 | 1185      | meist Katholiken |
| 1852 | 1997      | [ 9 ] |
| 1864 | 2378      | darunter 800 Evangelische und 1321 Katholiken |
| 1871 | 2986      | davon 950 Evangelische und 1600 Katholiken (1560 Polen) |
| 1875 | 3153      | [ 11 ] |
| 1880 | 3429      | [ 11 ] |
| 1890 | 6327      | davon 4165 Katholiken, 1890 Evangelische, 269 Juden (1800 Polen) |
| 1895 | 7579      | darunter 2073 Evangelische und 279 Juden |
| 1900 | 8987      | davon 2164 Evangelische und 327 Juden |
| 1905 | 10.007    | |
| 1910 | 10.612    | am 1. Dezember, davon 2263 Evangelische, 7861 Katholiken, 238 Juden, 21 Sonstige (2868 mit deutscher, 7623 mit polnischer Muttersprache, 72 Einwohner benutzen die deutsche und eine andere Sprache) |
| 1943 | 12.277    | |

| Jahr | Einwohner | Anmerkungen |
| ---- | --------- | ----------- |
| 2007 | 15.229    | [ 14 ]      |

## Sehenswürdigkeiten
- Gotische Dreifaltigkeitsbasilika mit barockem Turm, 1251 angelegt, 1422 erneuert[3]
- St.-Nikolaus-Kirche, bis 1945 evangelische Stadtkirche

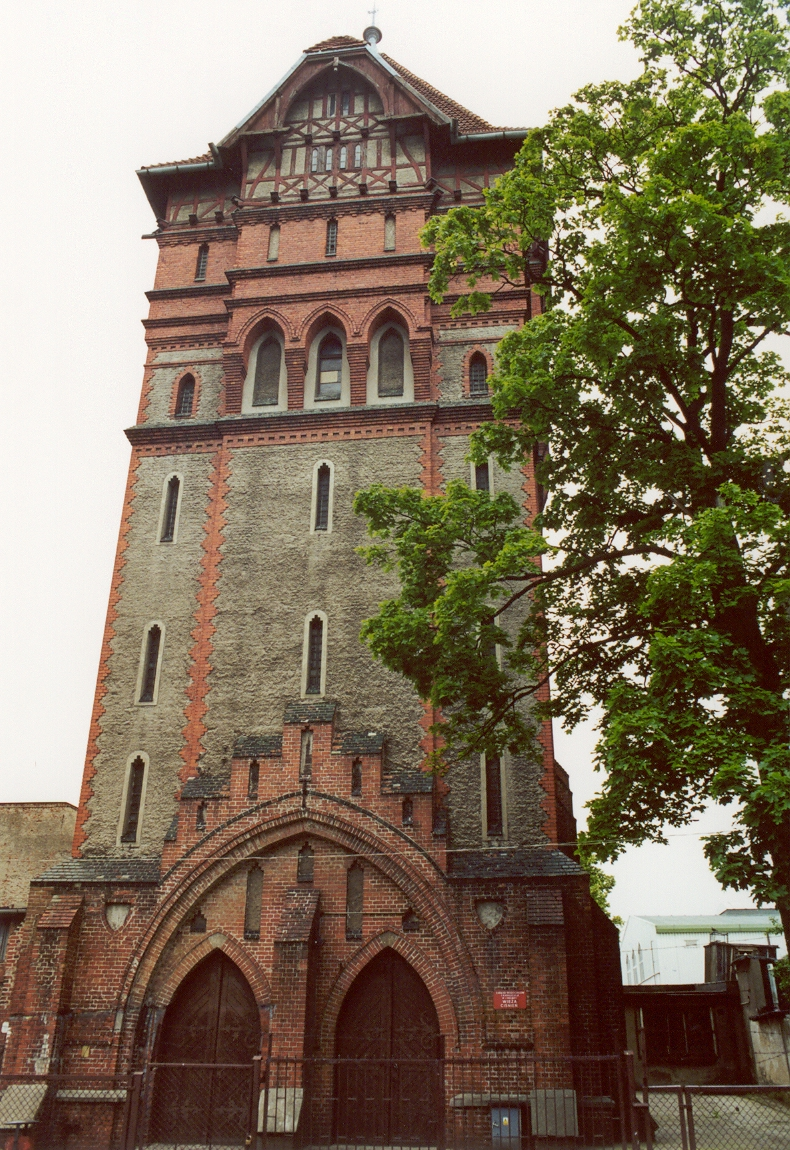
Wasserturm erbaut 1900/01

- Wasserturm erbaut 1900/01Wasserturm (denkmalgeschützt) von 1900/01[15]

## Verkehr
Der Bahnhof Chełmża liegt an der Kreuzung der Bahnstrecke Toruń–Malbork mit der östlich Chełmżas stillgelegten Bahnstrecke Brodnica–Bydgoszcz. Früher begann hier auch die Kleinbahn Culmsee–Melno.
Die Droga krajowa 91 umfährt Chełmża westlich.

## Landgemeinde Chełmża
Die Landgemeinde Chełmża, zu der die Stadt selbst nicht gehört, hat eine Fläche von 178,7 km², auf der 9811 Menschen leben (Stand: 31. Dezember 2020).

## Persönlichkeiten

### Söhne und Töchter der Stadt
- Albert Herrmann (1866–1927), deutscher Opernintendant und Filmschaffender
- Lothar Treuge (1877–1920), Lyriker
- Kurt Vespermann (1887–1957), Schauspieler
- Amalie Loewenberg (1889–nach 1942), deutsche Studienrätin
- Kurt Hellwig (1890–1966), deutscher Politiker (DNVP)
- Eberhard Thunert (1899–1964), deutscher Generalleutnant im Zweiten Weltkrieg
- Gerhard Goldbaum (1903–1944), deutscher Tontechniker
- Gisela Wenz-Hartmann (1904–1979), deutsche Schriftstellerin
- Stefan Wincenty Frelichowski (1913–1945), katholischer Priester und Seliger
- Andrzej Mierzejewski (* 1960), polnischer Radrennfahrer
- Sławomir Oder (* 1960), polnischer Geistlicher, Bischof von Gliwice
- Michał Kwiatkowski (* 1990), polnischer Radrennfahrer

### Weitere Persönlichkeiten, die mit der Stadt in Verbindung stehen
- Jutta von Sangerhausen (1200–1260), Wohltäterin und Heilige